# سچیدو
سچیدو (به ایتالیایی: Scido) یک کومونه در ایتالیا است که در استان رجو کالابریا واقع شده‌است. سچیدو ۱۷٫۷ کیلومتر مربع مساحت و ۱٬۰۲۹ نفر جمعیت دارد و ۴۳۵ متر بالاتر از سطح دریا واقع شده‌است.